# Petroica de capell negre
La petroica de capell negre (Heteromyias armiti) és un ocell de la família dels petròicids (Petroicidae).

## Hàbitat i distribució
Viu entre la malesa del bosc i zones més clares, a les muntanyes orientals i occidentals de Nova Guinea.